# Georgenried
Georgenried ist ein Gemeindeteil der Gemeinde Waakirchen im oberbayerischen Landkreis Miesbach.

## Geographie
Die Einöde liegt südöstlich des Hauptortes Waakirchen. Nördlich des Ortes verläuft die Staatsstraße 2365, östlich und südlich fließt der Festenbach.

## Baudenkmäler

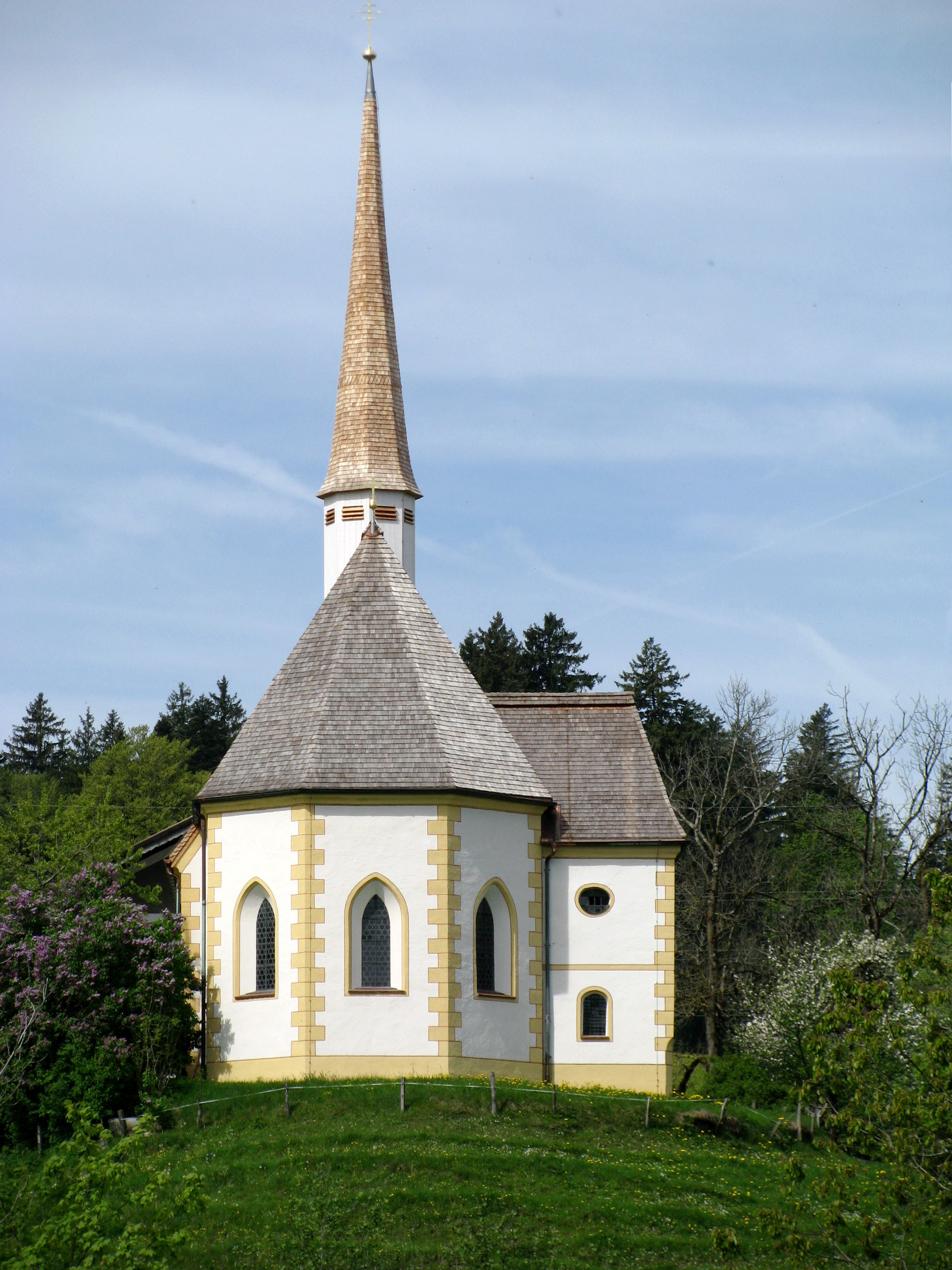
Katholische Filialkirche Sankt Georg (2014)

In der Liste der Baudenkmäler in Waakirchen ist für Georgenried die katholische Filialkirche Sankt Georg, ein spätgotischer Saalbau von 1528 mit dreiseitigem Chor und Dachreiter, als einziges Baudenkmal aufgeführt.